# 日吉町神之川
日吉町神之川（ひよしちょうかみのかわ）は、鹿児島県日置市の大字。旧薩摩国日置郡伊集院郷神之川村、日置郡下伊集院村大字神之川、日置郡日吉町大字神之川。郵便番号は899-2421。人口は61人、世帯数は37世帯（2020年10月1日現在）。

## 地理
日置市の中部に位置しており、神之川の河口部に位置する。字域の北方には日置市東市来町南神之川、南方には日置市日吉町日置、東方には日置市日吉町山田にそれぞれ隣接しており、西方は東シナ海に面している。
字域の東部を国道270号が南北に通っており、沿線に二石、潟山の集落がある。
また、1956年（昭和31年）までの字域内には下伊集院村立神之川小学校が所在していたが、下伊集院村の分割編入により小学校の区域は東市来町に編入されたことから小学校は東市来町に引き継がれ、同時に閉校となり東市来町立伊作田小学校川原分校（後に本校に統合され閉校）に編入された。

### 小字
日吉町神之川に属する小字は1956年時点で上細ノ地、中細ノ地、迫平、古手、上塩屋、石ノ岡、後久保、外原、下外原、上池ノ平、久保池、大原、小原、下堀、小丸、手ノ口、迫目、松添、桑牟田、鳥越、坂元、坂平、堂地畑、出口、井手川、二ツ石、池ノ平、北迫、奥山、鶴ケ迫、脇ノ田、山畑、西ノ俣、東俣、松坂、塩鶴、白坂、薗木、後平、前平、山之口、天上馬場、松原、町原木場、海道口がある。

## 歴史

### 神之川の成立と中世
神之川という地名は鎌倉時代より見え、薩摩国伊集院のうちであり、「伊集院由緒記」諏訪大明神の部に「平神之川」と見えるのが現在の日吉町神之川に前身にあたる神之川の地名の初見であると考えられている。
平は河川である神之川の左岸にあたる地域の名称であり、江戸時代における伊集院郷神之川村の区域にあたる。

### 近世の神之川
江戸時代には薩摩国日置郡伊集院郷（外城）のうちであり、村高は天明8年の「由緒再撰調」には194石余、「天保郷帳」及び「郡村高辻帳」には179石余、「旧高旧領取調帳」には197石余であったと記されている。
村内に諏訪大明神社が所在していたとされ、明治14年時点で戸数は177戸、人口は792人であった。
また、河川である神之川を挟み北側に隣接していた、市来郷神之川村（現在の日置市東市来町神之川）と、伊集院郷神之川村は村名は同一であるが、江戸期より別の村として扱われており、町村制施行時には市来郷の神之川村は東市来村、伊集院郷の神之川村は下伊集院村と別々の自治体に属している。

### 町村制施行以降

旧下伊集院村における神之川（薄橙色）の位置。北部が東市来町、南部が日吉町に編入されている。

1889年（明治22年）4月1日に町村制が施行されたのに伴い、伊集院郷の北部にあたる苗代川村・野田村・神之川村・宮田村・寺脇村・上神殿村・下神殿村・嶽村・桑畑村・麦生田村・有屋田村の区域より日置郡下伊集院村が成立した。それまでの神之川村の区域を以て下伊集院村の大字「神之川」が設置された。
1956年（昭和31年）9月30日には同日に官報に掲載された「 町村の廃置分合」（総理府告示）により下伊集院村が解体分割されることとなり、大字有屋田・大字嶽が日置郡郡山町、大字苗代川・大字宮田・大字神之川（一部）が日置郡東市来町、大字神之川（一部）が日置郡日吉町にそれぞれ編入され、その他の下伊集院村の区域及び及び伊集院町の全域を廃し新たに伊集院町が設置された。大字神之川は、字域の北部は東市来町へ編入されることとなり、その区域を以て同日に東市来町の大字「南神之川」が新たに設置された。また、その他の区域にあたる二石、湯山地区は日吉町とは地理的、風俗習慣血縁関係において極めて密接な関係のある区域であることから日吉町へ編入されることなった。同日を以て大字神之川は日吉町の大字となった。
大字神之川の編入に伴って、日吉町は人口が517名、面積は1.09平方メートル増加し、日吉町議会議員1名が増員された。また、下伊集院村から日吉町に引き継がれることとなった財産（単位：円）の内訳は以下のとおりである。
| 区分     | 金額      |
| -------- | --------- |
| 行政財産 | 606,000   |
| 基本財産 | 34,000    |
| 普通財産 | 78,700    |
| 備品     | 386,000   |
| 合計     | 1,104,700 |

また、日吉町に編入されたことにより小学校の校区が変更となり、それまで日吉町に編入された神之川の区域は字域内の神之川小学校に通学していたが、神之川小学校を含む区域は東市来町の区域に編入されたため、隣接する日吉町山田に所在する日吉町立日新小学校の通学区域となった。また、中学校は編入前から日置村立日置中学校（現在の日置市立日吉中学校）への委託が行われていた。
2005年（平成17年）5月1日に日吉町が伊集院町、吹上町、東市来町と合併し日置市が成立した。この合併に先立って設置された法定合併協議会である「日置中央合併協議会」において大字名については「字の区域は、現行どおりとし、現行の字の名称の前に当該字の属する合併前の町の名称を付し、字の名称を変更する。」と協定され、旧町名である「日吉町」を従前の大字名である「神之川」に冠することとなった。合併日の2005年（平成17年）5月1日に鹿児島県の告示である「 字の名称の変更」が鹿児島県公報に掲載された。この告示の規定に基づき即日大字の名称変更が行われ、大字名が「神之川」から日置市の大字「日吉町神之川」に改称された。

### 字域の変遷
| 分割後               | 分割年             | 分割前               | 分割前 | 出典   |
| 分割後               | 分割年             | 大字                 | 区域 | 出典   |
| -------------------- | ------------------ | -------------------- | --- | ------ |
| 東市来町大字南神之川 | 1956年（昭和31年） | 下伊集院村大字神之川 | 諏訪田、迫ノ田、地蔵免、内迫、細ノ平、細ノ平一、細地、堀松、一反田、東、東迫、東畑、栫、堂之元、南原、西之平、松ケ迫、大平、春松、下町原、八久保、小久保、丸岡、上北迫、瀬戸口、野中、野元、ヒヨリ、中丸、三重岡、四ツ衛、馬渡、藤石元、山下川原、古道、川畑、川添、山下、川原 | [ 17 ] |
| 日吉町大字神之川     | 1956年（昭和31年） | 下伊集院村大字神之川 | 上記を除く全域（区域の小字については#小字の項を参照） | [ 6 ]  |

## 人口
以下の表は国勢調査による小地域集計が開始された1995年以降の人口の推移である。
| 統計年             | 統計年 | 人口 | 人口 |
| ------------------ | ------ | ---- | ---- |
| 1995年（平成7年）  | [ 18 ] | 161  |      |
| 2000年（平成12年） | [ 19 ] | 142  |      |
| 2005年（平成17年） | [ 20 ] | 110  |      |
| 2010年（平成22年） | [ 21 ] | 93   |      |
| 2015年（平成27年） | [ 22 ] | 73   |      |
| 2020年（令和2年）  | [ 3 ]  | 61   |      |

## 施設

### 企業
- 小正醸造本社
- 小正嘉之助蒸溜所本社

## 小・中学校の学区
市立小・中学校に通う場合、学区（校区）は以下の通りとなる。
| 大字         | 小字 | 小学校                           | 中学校                           |
| ------------ | ---- | -------------------------------- | -------------------------------- |
| 日吉町神之川 | 全域 | 日置市立日吉学園（義務教育学校） | 日置市立日吉学園（義務教育学校） |

## 交通

### 道路
一般国道
- 国道270号